# Fritidsodlingens riksorganisation
Fritidsodlingens riksorganisation (FOR) är ett samarbetsorgan för 19 organisationer med inriktning på fritidsodling. Medlemsföreningarna har tillsammans över 75 000 medlemmar.

## Historik
FOR bildades 1989 av Riksförbundet Svensk Trädgård, Koloniträdgårdsförbundet och Sällskapet Trädgårdsamatörerna (STA).

## Verksamhet
FOR:s främsta verksamhet är att utveckla och värna om fritidsodlingen.
2022 krävde föreningen ett förbud mot pyralider efter att dessa hade orsakat stora skador för hobbyodlare. FOR kommenterade 2023 att det utöver att det var viktigt att bönderna kunde odla även var viktigt att fritidsodlarna kunde odla hemma utan att få in gifter i sina trädgårdar.
FOR är remissinstans till Sveriges Riksdag.